# Spudaea variegata
Spudaea variegata är en fjärilsart som beskrevs av Franz Dannehl 1926. Spudaea variegata ingår i släktet Spudaea och familjen nattflyn. Inga underarter finns listade i Catalogue of Life.